# مانيفتسي
مانيفتسي (بالبلغارية: Маневци)‏ قرية تقع إدارياً ضمن تريافنا في بلغاريا. ويبلغ عدد سكانها 6 نسمة حسب تعداد 15 مارس 2015. تعتمد مانيفتسي للبريد على الرمز البريدي 5363 وللاتصالات على رمز الاتصال الهاتفي المحلي 06774.